# Obora (Obrubce)
Obora (německy Wobora) je malá vesnice, část obce Obrubce v okrese Mladá Boleslav. Nachází se asi půl kilometru západně od Obrubcí. Obora leží v katastrálním území Obrubce o výměře 7,65 km².

## Historie
První písemná zmínka o vesnici pochází z roku 1654.